# Weserzollgericht
Weserzollgerichte waren Gerichte der ordentlichen Gerichtsbarkeit der Anrainerstaaten der Weser.

## Geschichte
Die Weserschifffahrtsakte vom 10. September 1823, schaffte die für die Schifffahrt hinderlichen zahlreichen Weserzölle ab. Dies war infolge des Wiener Kongresses von den Weseranrainerstaaten (Preußen, Hannover, Kurhessen, Oldenburg, Lippe und Bremen) vereinbart worden.
Die Weserschifffahrtsakte regelte unter anderem die Höhe der Weserzölle und die Art und Orte der Erhebung und Kontrolle. Anstelle der bisherigen Weserzoll-Erhebungsstellen blieben nur noch elf Zollämter (in Bremen, Dreye, Stolzenau, Minden, Erder, Rinteln, Hameln, Holzminden, Beverungen, Lauenförde und Gieselwerder) bestehen.
Um das Handeln dieser Zollämter gerichtlich überprüfen zu lassen, verpflichteten sich die Staaten, an diesen Orten (oder möglichst nahe) Richter zu benennen. Diese Weserzollgerichte waren gemäß Art. 52 Weserschifffahrtsakte zuständig für Rechtsstreit bezüglich:
- Höhe der Zölle und Strafen für Zollvergehen
- Höhe und Zahlung der Zoll-, Kran-, Waage-, Hafen-, Warft- oder Schleusengebühren
- Störungen des Leinpfades durch Privatpersonen
- Beschädigungen an Wiesen und Feldern oder anderem, verursacht durch das Schiffziehen und andere Schäden bei der Fahrt und dem Anlanden
- Höhe der Bergelöhne und anderer Entgelt bei Unglücksfällen[1]

Die Funktion der Weserzollgerichte wurde typischerweise durch bestehende ordentliche Gerichte wahrgenommen. Durch die Additionalakte vom 3. September 1857 wurde die Weserschifffahrtsakte weiterentwickelt, die Einrichtung der Weserzollgerichte blieb jedoch bestehen.
Nach dem Deutschen Krieg 1866 annektierte Preußen Hannover und Kurhessen. Die anderen Anrainerstaaten traten dem Norddeutschen Bund bei, aus dem das deutsche Kaiserreich wurde. Damit sank das Konfliktpotential der Weserschifffahrt deutlich. Mit den Reichsjustizgesetzen wurden 1879 die Weserschiffahrtsgerichte abgeschafft.
Im Königreich Hannover wurden folgende Weserzollgerichte eingerichtet: Hann. Münden, Bodenwerder, Lauenförde, Polle, Grohnde, Hameln, Stolzenau, Nienburg, Hoya, Dreye, Achim, Blumenthal, Hagen und Lehe. 1852 wurden die Gerichte im Königreich vereinheitlicht. Gerichte erster Instanz waren nun die neu eingerichteten Amtsgerichte. Diejenigen Amtsgerichte, durch deren Amtsgerichtsbezirk die Weser verlief, übernahmen nun die Aufgabe der Weserzollgerichte.
Weserzollgerichte waren danach unter anderem:
| Weserzollgericht                | Staat               |
| ------------------------------- | ------------------- |
| Amtsgericht Hann. Münden        | Königreich Hannover |
| Amtsgericht Polle               | Königreich Hannover |
| Amtsgericht Grohnde             | Königreich Hannover |
| Amtsgericht Hameln              | Königreich Hannover |
| Amtsgericht Stolzenau           | Königreich Hannover |
| Amtsgericht Nienburg            | Königreich Hannover |
| Amtsgericht Hoya                | Königreich Hannover |
| Amtsgericht Achim               | Königreich Hannover |
| Amtsgericht Blumenthal          | Königreich Hannover |
| Amtsgericht Hagen im Bremischen | Königreich Hannover |
| Amtsgericht Lehe                | Königreich Hannover |
| Kreisgericht Beverungen         | Königreich Preußen  |
| Kreisgericht Minden             | Königreich Preußen  |
| Justizamt Vederhagen            | Kurhessen           |
| Justizamt Rinteln               | Kurhessen           |